# 葛飾北明
葛飾北明（日语：葛飾 北明，?—?）是日本江戶時代的女性浮世繪畫家。

## 生平
個人本名為井上政女，為浮世繪師葛飾北齋門下的子弟之一，另有九九蜃、畫狂人等名號。
在葛飾北齋下學習繪畫技法後，於1804至1830年期間從事手繪美人畫，或是在通俗文學讀物如《復仇奇談辛物語》、《月桂新話》裡提供插圖等事務。

## 個人作品
- 行燈美人圖
- 河岸美人納涼圖
- 站立美人圖
- 手持鏡子的美人圖[3]
- 讀信的美人圖[3]